# Cecropis
A Cecropis a madarak osztályának (Aves) a verébalakúak (Passeriformes) rendjébe és a fecskefélék (Hirundinidae) családjába tartozó nem.
A régebbi rendszerbesorolások a Hirundo nembe sorolják az ide tartozó fajokat is.

## Rendszerezés
A nemet Carl von Linnéírta le 1758-ban, jelenleg az alábbi 9 faj tartozik ide:
- Cecropis cucullata
- Cecropis striolata
- Cecropis badia
- vörhenyes fecske (Cecropis daurica)
- Cecropis domicella
- Cecropis hyperythra
- abesszin fecske (Cecropis abyssinica)
- kucsmás fecske (Cecropis semirufa)
- Cecropis senegalensis